# Santa Brígida, San Luis Potosí
Santa Brígida är en ort i Mexiko.   Den ligger i kommunen Matehuala och delstaten San Luis Potosí, i den centrala delen av landet, 500 km norr om huvudstaden Mexico City. Santa Brígida ligger 1 567 meter över havet och antalet invånare är 250.
Terrängen runt Santa Brígida är platt åt sydväst, men åt nordost är den kuperad. Runt Santa Brígida är det ganska tätbefolkat, med 75 invånare per kvadratkilometer. Närmaste större samhälle är Matehuala, 11,1 km sydväst om Santa Brígida. Omgivningarna runt Santa Brígida är i huvudsak ett öppet busklandskap.